# Crowthorne
Crowthorne ist eine Gemeinde (parish) im Bracknell Forest Distrikt, einem Teil der Grafschaft Berkshire in England, Großbritannien. Es liegt etwa 60 km westlich von London.
Crowthorne hatte 2001 eine Einwohnerzahl von 6711. Eine Schätzung für 2019 geht von 7565 Einwohnern aus.
Crowthorne ist Standort  des Wellington Colleges, einer großen unabhängigen Schule, die 1859 eröffnet wurde. Das Broadmoor Hospital, eines der drei großen Hochsicherheits-Krankenhäuser Englands für den Maßregelvollzug von psychiatrischen Patienten, liegt am östlichen Ortsrand. In Crowthorne hat auch das von der britischen Regierung  gegründete, ursprünglich staatliche Transport Research Laboratory (TRL), eine bedeutende Straßenverkehrs-Forschungs-Einrichtung, seinen Sitz. Das TRL wurde 1996 privatisiert.

## Geographie
Crowthorne ist Teil des Verdichtungsraums um Reading und Wokingham, etwa 60 km westlich von London. Es liegt 6,5 km (4 Meilen) nordöstlich von Camberley und etwa 8 km (5 Meilen) südwestlich von Bracknell sowie südlich von Wokingham.

## Geschichte
Crowthorne war nur ein kleiner Weiler, bis das Wellington College 1859 eröffnete und 1863 das Broadmoor Hospital. Der Bahnhof Crowthorne, der ursprünglich Wellington College hieß, eröffnete 1860 und wuchs schnell.

## Mit dem Ort verbundene Personen
- William C. Minor (1834–1920), ein bedeutender Mitarbeiter am Oxford English Dictionary, lebte hier
- Frank Sherwood Taylor (1897–1956), ein Historiker, Chemiker und Museums-Kurator, starb hier
- Freeman Dyson (1923–2020), theoretischer Physiker und Mathematiker, wurde hier geboren
- Ronald Kray (1933–1995), englischer Verbrecher und einer der Kray-Zwillinge, starb im Broadmoor-Hospital
- Bim Afolami (* 1986), Politiker, wurde hier geboren
- Max Stedman (* 1996), britischer Radrennfahrer, wurde hier geboren